# Psychotria taitensis
Espèce
Statut de conservation UICN

 EN  : En danger
Psychotria taitensis est une espèce de plantes de la famille des Rubiaceae.

## Publication originale
- Kew Bulletin 30: 248. 1975.